# نوجوان (فیلم ۱۹۷۶)
نوجوان (انگلیسی: L'adolescente) یک فیلم کمدی سکسی سبک ایتالیایی به کارگردانی آلفونسو برشا است که در سال ۱۹۷۶ منتشر شد.

## گزیدهٔ بازیگران
- توچو موزومچی
- دانیلا جوردانو
- سونیا ویویانی
- داگمار لاساندار
- آلدو جوفره
- جاکومو فوریا
- فرانکا اسکانیه‌تی
- مالیسا لونگو
- نلو پاتزافینی[۱]